# Hotell Hackspett

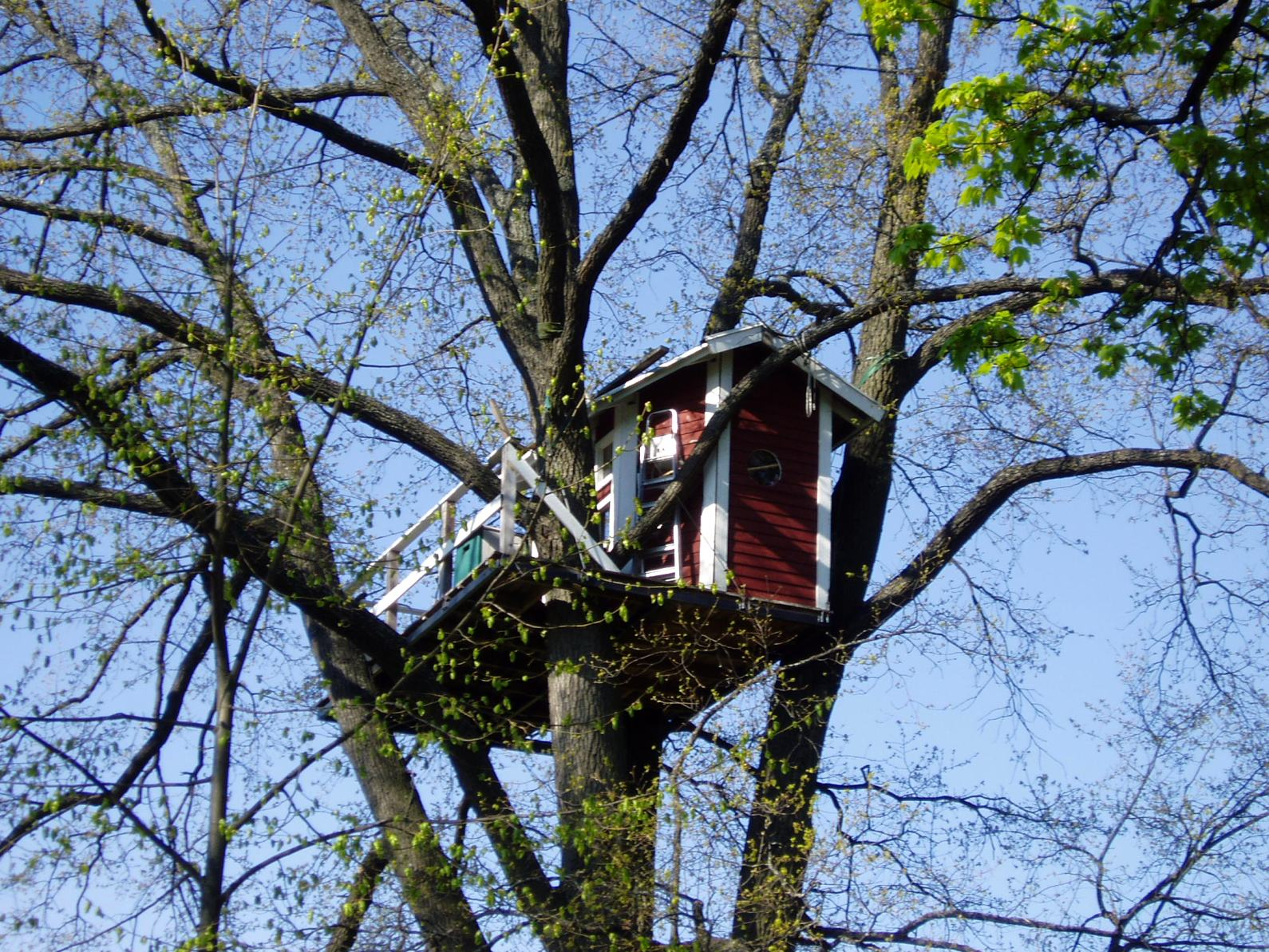

Hotell Hackspett är ett trädhus och enmanshotell som finns i Vasaparken, Västerås. Det sitter 13 meter högt upp bland trädkronorna och sitter fast med hjälp av vajrar, som var och en kan bära 1,5-6 ton. Huset byggdes 1998 av Mikael Genberg och drivs av honom som ett hotell. Hotellet har fått internationell uppmärksamhet och lockar turister från bland annat England, Tyskland och Nya Zeeland. 2005 stängdes hotellet då vissa av golvplankorna börjat ruttna, men i januari 2006 kom Genberg och Västerås kommun överens om att den senare skulle renovera hotellet.